# ریچارد پورتنو
ریچارد پورتنو (به انگلیسی: Richard Portnow) (زاده ۲۶ ژانویهٔ ۱۹۵۷) بازیگر آمریکایی است.
از فیلم‌های معروف او می‌توان به بازی در بلا مافیا، اس.اف.دبلیو، شهر دیوانه، شهروند مطیع قانون، اوقات خوش مکس، سایه یک شک، چاتاهوچی، دو جک، مردان حلبی، تصادفات شاد، پسر، قسمت‌های خصوصی و آهنگ در فردا اشاره کرد.
او همچنین در یک قسمت سریال گریم به عنوان بازیگر مهمان ایفای نقش کرده است.